# Canton de Bonneville
Le canton de Bonneville est une circonscription électorale française située dans le centre du département de la Haute-Savoie, en région Auvergne-Rhône-Alpes.

## Géographie
Le territoire cantonal, de 1793, puis de 1860, correspond à la partie centrale du Faucigny. Les communes appartiennent soit au plaine de la vallée de l'Arve, soit au contrefort des Bornes, soit aux versants du Môle. Depuis 2015, il faut également ajouter les communes de l'ancien canton de Saint-Jeoire.

## Histoire
Lors de l'annexion du duché de Savoie à la France révolutionnaire en 1792, Bonneville devient le chef-lieu d'un canton, en 1793, dans le district de Cluses, au sein du département du Mont-Blanc. Ce nouveau canton comptait douze communes : Ayse ; Bonneville ; Brison ; La Côte d'Hyot ; Marigny ; Mont-Saxonnex et Vougy ; Passeirier ; Pontchy ; Saint-Etienne ; Saint-Laurent ; Saint-Maurice-de-Rumilly et Saint-Pierre-de-Rumilly, avec 6 696 habitants. Avec la réforme de 1800, le canton maintient son nombre de communes mais appartient désormais au nouveau département du Léman et la ville de Bonneville devient également un chef-lieu d'arrondissement regroupant neuf cantons,.
En 1814, puis 1815, le duché de Savoie retourne dans le giron de la maison de Savoie. Bonnveville devient le siège d'un mandement sarde, soit au sein de la province du Faucigny. Il regroupe seize communes : Ayse ; Bonneville ; Brison ; Contamines-sur-Arve ; La Côte d'Hyot ; Entremont ; Faucigny ; Marcellaz ; Marignier ; Mont-Saxonnex ; Pellionnex ; Petit-Bornand ; Pontchy ; Saint-Etienne ; Thiez et Vougy. Lors de la réforme de 1837, le nombre de communes descend à quinze. Les communes de Saint-Etienne (1838), puis Saint-Etienne (1848) seront absorbées par la ville de Bonneville.
Au lendemain de l'Annexion de 1860, le duché de Savoie est réuni à la France et retrouve une organisation cantonale, au sein du nouveau département de la Haute-Savoie (créé par décret impérial le 15 juin 1860). Le canton de Bonneville est recréé et compte treize communes avec la suppression des communes de Pontchy (1961) et de la Côte-d'Hyot (1964). Par ailleurs la commune de Bonneville devient, par décret du 10 septembre 1926, le chef-lieu d'un arrondissement regroupant onze cantons.
Par décret du 13 février 2014, le nombre de cantons du département est divisépar deux, avec mise en application aux élections départementales de mars 2015. Le canton de Bonneville est conservé et s'agrandit. Il passe de 13 à 20 communes.

## Représentation

### Conseillers généraux de 1860 à 2015
| Période | Période          | Identité         | Étiquette             | Qualité |
| ------- | ---------------- | ---------------- | --------------------- | --- |
| 1860    | 1865             | Joseph Bastian   | Conservateur          | Docteur en droit, Avocat à Bonneville Maire de La Côte-d'Hyôt                                                      |
| 1866    | 1893 (décès)     | Alfred Chardon   | Républicain           | Docteur en droit, Avocat à Bonneville Député (1871-1876), Sénateur (1876-1893) Président du Conseil général (1893) |
| 1893    | 1900 (décès)     | François Warchex | Républicain           | Avocat - Maire de Bonneville                                                                                       |
| 1900    | 1903 (démission) | Angel Blanc      | Républicain           | Avoué - Conseiller municipal de Bonneville                                                                         |
| 1903    | 1916 (décès)     | Jules Guy        | Républicain Rad.      | Architecte et professeur de dessin Maire de Bonneville                                                             |
| 1916    | 1919             | siège vacant     |                       | |
| 1919    | 1937             | Léon Fallion     | Rad.                  | Négociant en combustibles - Maire de Bonneville                                                                    |
| 1937    | 1940             | François Merlin  | Rad.                  | Négociant en bois Maire du Petit-Bornand                                                                           |
|         |                  |                  |                       | |
| 1942    | 1945             | Eugène Abry      |                       | Pharmacien Maire de Bonneville (1941-1944) Nommé conseiller départemental en 1942                                  |
|         |                  |                  |                       | |
| 1945    | 1951             | Henri Briffod    | SFIO                  | Avocat - Député (1951-1958)                                                                                        |
| 1951    | 1958             | François Ruin    | MRP                   | Adjoint au maire de Bonneville Sénateur (1948-1958)                                                                |
| 1958    | 1982             | Henri Briffod    | SFIO puis PSU puis PS | Avocat Député (1951-1958)                                                                                          |
| 1982    | 1994             | Michel Meylan    | UDF-PR                | Agent d'assurances Député (1988-2002) Maire de Bonneville (1983-2001)                                              |
| 1994    | 2015             | Raymond Mudry    | DVD                   | Technicien retraité Maire de Marignier (1989-2014) Premier vice-président du Conseil général                       |

### Conseillers d'arrondissement (de 1861 à 1940)
| Période                                  | Période          | Identité                        | Étiquette   | Qualité |
| ---------------------------------------- | ---------------- | ------------------------------- | ----------- | --- |
| 1871                                     | 1887 (décès)     | Jean Baptiste Rey               |             | Ancien magistrat, rentier à Bonneville                                                                                 |
|                                          | 1887             | François Morel-Frédel           | Républicain | Conservateur des hypothèques, Président du Conseil d'arrondissement, Président de la Société d'agriculture, Bonneville |
| 1889                                     | 1890 (démission) | Pierre Clerc                    |             | Adjoint au maire de Bonneville                                                                                         |
|                                          |                  |                                 |             | |
| 1922                                     | 1940             | Jean Philippe Favre (1883-1972) | Radical     | Scieur, marchand de bois puis industriel, maire d'Entremont (1919-1935 et 1955-1959)                                   |
| 1940                                     |                  |                                 |             | Les conseils d'arrondissement ont été suspendus par la loi du 12 octobre 1940 et n'ont jamais été réactivés            |
| Les données manquantes sont à compléter. |                  |                                 |             | |

### Conseillers départementaux depuis 2015
| Période élective | Période élective | Mandat | Mandat   | Identité        | Nuance | Nuance | Qualité |
| ---------------- | ---------------- | ------ | -------- | --------------- | ------ | ------ | --- |
| 2015             | 2021             | 2015   | 2021     | Agnès Gay       |        | LR     | Infirmière coordinatrice spécialisée 3e adjointe au maire de Bonneville, 2ème adjointe depuis 2020 |
| 2015             | 2021             | 2015   | 2021     | Raymond Mudry   |        | DVD    | Maire de Marignier (1989-2014) 2e Vice-président Délégation générale pour mettre en œuvre toute attribution relevant de l'Exécutif départemental, en l'absence du Président du Conseil départemental, Finances, Rapporteur général du budget, Relations avec le monde combattant |
| 2021             | 2028             | 2021   | en cours | Agnès Gay       |        | LR     | Conseillère sortante |
| 2021             | 2028             | 2021   | en cours | Martial Saddier |        | LR     | Technicien à la Chambre d'agriculture d'Annecy, ancien maire de Bonneville (2001-2015) Député (2002-2021), Président du conseil départemental |

### Résultats détaillés

#### Élections de mars 2015
À l'issue du 1er tour des élections départementales de 2015, deux binômes sont en ballottage : Agnès Gay et Raymond Mudry (DVD, 41,41 %) et Lucie Hugard et Richard Mortreux (FN, 27,01 %). Le taux de participation est de 47,91 % (16 951 votants sur 35 382 inscrits) contre 45,4 % au niveau départemental et 50,17 % au niveau national.
Au second tour, Agnès Gay et Raymond Mudry (DVD) sont élus avec 67,45 % des suffrages exprimés et un taux de participation de 47,19 % (10 548 voix pour 16 697 votants et 35 382 inscrits).

#### Élections de juin 2021
Le premier tour des élections départementales de 2021 est marqué par un très faible taux de participation (33,26 % au niveau national). Dans le canton de Bonneville, ce taux de participation est de 28,17 % (10 765 votants sur 38 219 inscrits) contre 28,81 % au niveau départemental. À l'issue de ce premier tour, deux binômes sont en ballottage : Agnès Gay et Martial Saddier (LR, 63,29 %) et Marie-Laure Montbroussous et Jean-Jacques Vinurel (Union à gauche, 19,88 %).
Le second tour des élections est marqué une nouvelle fois par une abstention massive équivalente au premier tour. Les taux de participation sont de 34,36 % au niveau national, 29,17 % dans le département et 29,32 % dans le canton de Bonneville. Agnès Gay et Martial Saddier (LR) sont élus avec 76,06 % des suffrages exprimés (8 083 voix pour 11 207 votants et 38 225 inscrits),,.

## Composition

### Ancienne composition
Le canton de Bonneville, avant la réforme de 2014, regroupait 13 communes.
| Nom                          | Code Insee | Codepostal | Superficie (km2) | Population (dernière pop. légale) | Densité (hab./km2) |
| ---------------------------- | ---------- | ---------- | ---------------- | --------------------------------- | ------------------ |
| Bonneville (chef-lieu)       | 74042      | 74130      | 27,15            | 12 479 (2012)                     | 460                |
| Ayse                         | 74024      | 74130      | 10,48            | 2 039 (2012)                      | 195                |
| Brizon                       | 74049      | 74130      | 10,39            | 464 (2012)                        | 45                 |
| Contamine-sur-Arve           | 74087      | 74130      | 6,92             | 1 709 (2012)                      | 247                |
| Entremont                    | 74110      | 74130      | 18,35            | 628 (2012)                        | 34                 |
| Faucigny                     | 74122      | 74130      | 4,91             | 514 (2012)                        | 105                |
| Marcellaz                    | 74162      | 74250      | 4,17             | 864 (2012)                        | 207                |
| Marignier                    | 74164      | 74970      | 19,97            | 6 357 (2012)                      | 318                |
| Mont-Saxonnex                | 74189      | 74130      | 26,28            | 1 592 (2012)                      | 61                 |
| Peillonnex                   | 74209      | 74250      | 6,40             | 1 411 (2012)                      | 220                |
| Le Petit-Bornand-les-Glières | 74212      | 74130      | 53,42            | 1 144 (2015)                      | 21                 |
| Thyez                        | 74278      | 74300      | 9,81             | 5 762 (2012)                      | 587                |
| Vougy                        | 74312      | 74130      | 3,99             | 1 492 (2012)                      | 374                |

### Composition depuis 2015
Depuis la réforme de 2014, le canton de Bonneville regroupait 20 communes entières.
À la suite de la création de la commune nouvelle de Glières-Val-de-Borne et au décret du 5 mars 2020 la rattachant entièrement au canton de Bonneville, le canton comprend vingt communes entières.
| Nom                                | Code Insee | Intercommunalité       | Superficie (km2) | Population (dernière pop. légale) | Densité (hab./km2) | Modifier                                    |
| ---------------------------------- | ---------- | ---------------------- | ---------------- | --------------------------------- | ------------------ | ------------------------------------------- |
| Bonneville (bureau centralisateur) | 74042      | CC Faucigny - Glières  | 27,15            | 13 320 (2022)                     | 491                | modifier les données · modifier les données |
| Arenthon                           | 74018      | CC du Pays Rochois     | 11,47            | 1 998 (2022)                      | 174                | modifier les données · modifier les données |
| Ayse                               | 74024      | CC Faucigny - Glières  | 10,48            | 2 325 (2022)                      | 222                | modifier les données · modifier les données |
| Brizon                             | 74049      | CC Faucigny - Glières  | 10,39            | 465 (2022)                        | 45                 | modifier les données · modifier les données |
| Contamine-sur-Arve                 | 74087      | CC Faucigny - Glières  | 6,92             | 2 374 (2022)                      | 343                | modifier les données · modifier les données |
| Faucigny                           | 74122      | CC des Quatre Rivières | 4,91             | 655 (2022)                        | 133                | modifier les données · modifier les données |
| Fillinges                          | 74128      | CC des Quatre Rivières | 11,67            | 3 550 (2022)                      | 304                | modifier les données · modifier les données |
| Glières-Val-de-Borne               | 74212      | CC Faucigny - Glières  | 71,77            | 1 825 (2022)                      | 25                 | modifier les données · modifier les données |
| Marcellaz                          | 74162      | CC des Quatre Rivières | 4,17             | 1 072 (2022)                      | 257                | modifier les données · modifier les données |
| Marignier                          | 74164      | CC Faucigny - Glières  | 19,97            | 6 432 (2022)                      | 322                | modifier les données · modifier les données |
| Mégevette                          | 74174      | CC des Quatre Rivières | 21,66            | 606 (2022)                        | 28                 | modifier les données · modifier les données |
| Onnion                             | 74205      | CC des Quatre Rivières | 18,97            | 1 281 (2022)                      | 68                 | modifier les données · modifier les données |
| Peillonnex                         | 74209      | CC des Quatre Rivières | 6,40             | 1 363 (2022)                      | 213                | modifier les données · modifier les données |
| Saint-Jean-de-Tholome              | 74240      | CC des Quatre Rivières | 12,37            | 1 157 (2022)                      | 94                 | modifier les données · modifier les données |
| Saint-Jeoire                       | 74241      | CC des Quatre Rivières | 22,75            | 3 423 (2022)                      | 150                | modifier les données · modifier les données |
| Saint-Pierre-en-Faucigny           | 74250      | CC du Pays Rochois     | 14,91            | 7 848 (2022)                      | 526                | modifier les données · modifier les données |
| La Tour                            | 74284      | CC des Quatre Rivières | 7,73             | 1 353 (2022)                      | 175                | modifier les données · modifier les données |
| Ville-en-Sallaz                    | 74304      | CC des Quatre Rivières | 3,37             | 918 (2022)                        | 272                | modifier les données · modifier les données |
| Viuz-en-Sallaz                     | 74311      | CC des Quatre Rivières | 20,99            | 4 668 (2022)                      | 222                | modifier les données · modifier les données |
| Vougy                              | 74312      | CC Faucigny - Glières  | 3,99             | 1 622 (2022)                      | 407                | modifier les données · modifier les données |
| Canton de Bonneville               | 7405       |                        | 312,04           | 58 255 (2022)                     | 187                | modifier les données                        |

## Démographie

### Démographie avant 2015
| 1962   | 1968   | 1975   | 1982   | 1990   | 1999   | 2006   | 2011   | 2012   |
| ------ | ------ | ------ | ------ | ------ | ------ | ------ | ------ | ------ |
| 12 463 | 14 468 | 18 213 | 21 550 | 26 030 | 29 809 | 32 815 | 35 799 | 36 438 |

### Démographie depuis 2015
En 2022, le canton comptait 58 255 habitants, en évolution de +8,92 % par rapport à 2016 (Haute-Savoie : +6,01 %, France hors Mayotte : +2,11 %).
| 2013   | 2018   | 2022   |
| ------ | ------ | ------ |
| 51 517 | 54 605 | 58 255 |